# Paul Carié
Pour les articles homonymes, voir Carié.
François-Joseph-Paul Carié, né le 6 octobre 1876 à Beau Bassin (île Maurice) et mort le 19 décembre 1930 à Paris 7e, est un naturaliste mauricien d'ascendance française.

## Biographie
Paul Carié est issu d'une famille mauricienne installée sur l'île depuis le XVIIIe siècle. Il fait ses études au collège royal de Maurice. Puis, il entame une courte carrière dans l'entreprise Blyth Brothers comme comptable à  partir de 1899 jusqu'en 1901. À la mort de sa mère en 1899, il hérite d'une propriété à Paris et d’une plantation de cannes à sucre à l’île Maurice (le domaine « Mon Désert ») qui comprend le gisement de vertébrés subfossiles de la Mare-aux-Songes, découvert en 1865. Il y récoltera de nombreux spécimens de vertébrés disparus, essentiellement d'os de dodos dont il fera la collection par ses propres découvertes et en achetant la collection de Louis Thirioux, autre passionné. Divers musées possèdent aujourd'hui une part de cette collection.
En 1914, il est mobilisé comme traducteur à Londres et à Paris. Après la guerre, il vend la sucrerie et s'installe définitivement à Paris. Il peut alors se consacrer entièrement à ses passions naturalistes.
C'est un ardent défenseur du projet de rétrocession de Maurice à la France, cédé aux britanniques en 1814 après les Guerres napoléoniennes, en vain.
Il meurt à son domicile au 143, avenue de Suffren dans le 7e arrondissement de Paris .

## LeLeguatia giganteade Maurice

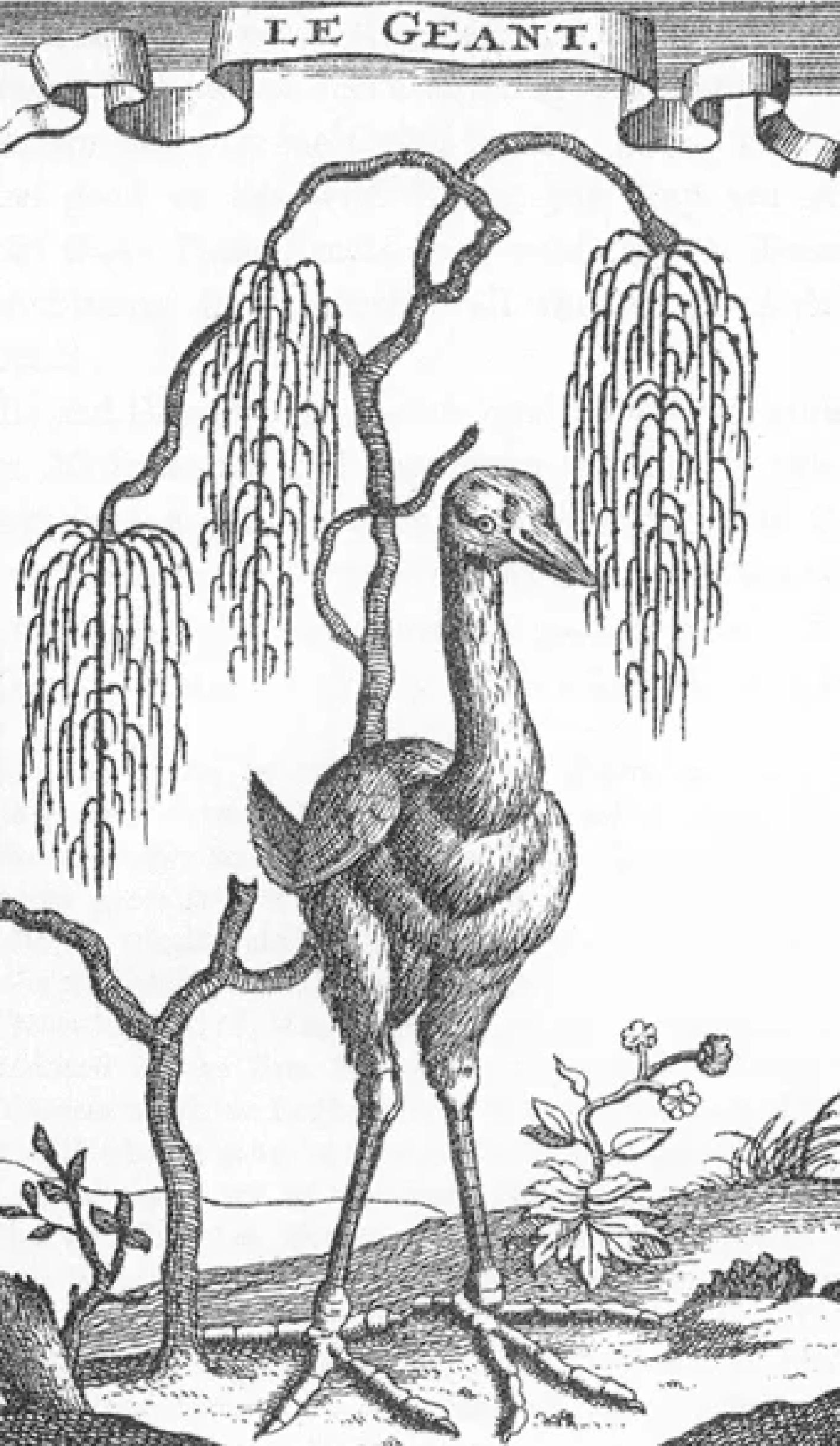
« Le Géant » de François Leguat.

Leguatia gigantea ou « Le Géant de Leguat », ou tout simplement « Le Géant », serait un oiseau de grande taille d'environ six pieds de haut, soit 1,80 m, observé par François Leguat lors de ses explorations dans les Mascareignes et qui aurait définitivement disparu dans le courant du XVIIIe siècle.
 L'étude de nombreux ossements découverts par Carié lui-même et ceux d'autres collectionneurs pendant de nombreuses années, le fait douter de la véracité de cette observation. Il n'ignore pas que des flamants roses peuplaient par endroit les îles mauriciennes à cette époque. De plus, l'illustration de l’hypothétique oiseau par François Leguat ressemble étrangement à une autre illustration beaucoup plus ancienne publiée par le dessinateur et graveur Adriaen Collaert presque cent ans auparavant et qui n'était pas spécifiquement la représentation d'un oiseau extraordinaire et de surcroit n'avait aucun lien avec l'île Maurice. Paul Carié en conclut que le fameux Leguatia gigantea n'a finalement jamais existé. 

## Kiki, la tortue géante
En 1926, Paul Carié fait don à la ménagerie du jardin des plantes de Paris de six tortues éléphantines dont Kiki, une tortue mâle de belle proportion. Kiki devint vite une attraction incontournable. Il est célèbre moins par ses exceptionnelles mensurations que par ses vocalises et grognements qui remplissent alors l'espace sonore du jardin lors de ses accouplements. À sa mort en 2009, Kiki avait 146 ans et pesait 250 kg.

## Membre de société
- Société des Amis du Muséum national d'histoire naturelle et du Jardin des plantes. (Membre du Conseil depuis 1921. Secrétaire général, 1928-1930)[5].
- Société de secours des amis des sciences. (Membre du Conseil, 1917. Trésorier 1919-1925. Vice-secrétaire, 1925).
- Société entomologique de France. (Membre 1899. Membre à vie, 1902. Bienfaiteur de la Société, 1921).
- Société nationale d’acclimatation de France. (Membre du Conseil, depuis 1917).
- Société zoologique de France. (Membre du Conseil, 1902. Président 1913).
- Société de géographie

## Collections
- Collection Paul Carié au Muséum national d’histoire naturelle, dont un crâne de Raphus cucullatus Linnaeus (Dodo ou dronte).
- Collection Paul Carié du Muséum d’Elbeuf-sur-Seine, réunie en relation avec la Société d’histoire naturelle d’Elbeuf. En 1923, don de spécimens de Mollusques, ainsi que d’un ensemble d’os de Dodo (os blancs et os bruns).
- 2015, les descendants de Paul Carié font don au musée d'Elbeuf d’une collection, comprenant de nombreux spécimens malacologiques, entomologiques, mammalogiques et ornithologiques ainsi que des documents originaux écrits et graphiques.
- Don d’os de Dodo au musée cantonal de géologie de Lausanne, au professeur de géologie de l’université de Lausanne, Maurice Lugeon.

## Publications (non exhaustif)
Publication d'articles dans divers revues spécialisées :
- À La Revue contemporaine, La rétrocession de l'île Maurice à la France est elle possible ?  Paris : Éd. de la "Revue contemporaine" , 1917.
- À La Revue hebdomadaire, La survivance française à l'île Maurice, Paris : Revue hebdomadaire, 1915.